# 堺シュライクス
堺シュライクス（さかいシュライクス、 英語: Sakai Shrikes）は、プロ野球独立リーグ・関西独立リーグ（さわかみ関西独立リーグ）に所属する大阪府のプロ野球チーム。2018年にリーグへの加盟が認められ、2019年のシーズンよりリーグ戦に参加している。

## 概要
リーグでは5番目の球団として設立された。球団社長の知人が運営する会社が、リーグと選手のセカンドキャリア支援イベントを共催したことで、新球団設立の勧誘があったとされる。
株式会社つくろう堺市民球団は、2018年7月10日に設立された。
チーム名は、公募された候補の中から、本拠とする予定の堺市の鳥であるモズの英名にちなんで命名された。

### 開催球場
2019年のリーグ戦参加時点では堺市内に規格に適合した球場がなかったため、大阪府下の複数の球場を使用した。2019年は主催22試合について、開幕戦を06BULLSの本拠地である花園中央公園野球場で実施した（06主催の試合との変則ダブルヘッダー）以外は、大阪市南港中央野球場で14試合、住之江公園野球場で7試合を開催した。
設立時点で、2020年度からは堺市に建設される新球場を使用するとしていた。堺市では原池公園に新球場を建設し、令和2年度にオープンした。2020年1月時点では、2020年シーズンは原池公園野球場で「15試合以上」の利用を予定していると報じられた。チームは2020年2月13日に公式ウェブサイトで、原池公園野球場（命名権による愛称は「くら寿司スタジアム堺」）が「2020シーズンより、堺シュライクスのホーム球場となる」と明記した。2020年2月にリーグが発表した、4 - 6月の公式戦日程では、原池で7試合、南港中央で5試合を開催する予定となっていた。その後、新型コロナウイルス感染症の拡大に伴う開幕延期後、改めて6月に発表された日程では、主催15試合中、原池で11試合、南港中央で4試合を開催する予定となっていた。実際には原池公園が9試合、南港中央が4試合だった。2021年は、新型コロナウイルス感染症の影響もあり、実施23試合中、原池公園が7試合、南港中央が16試合だった。2022年は原池公園19試合、南港中央5試合だった。2023年3月5日に発表された同年の日程では原池公園17試合、南港中央5試合、未定2試合で、未定分は3月10日にいずれも原池公園での開催と追加発表された。当初の日程では過去シーズンにはあったナイターが設定されておらず、全試合デーゲームだったが、3月10日に1試合が16時開始に変更された。最終的に同年は荒天による振替で、原池が16試合、南港中央が8試合だった。2024年の日程では主催25試合中原池が13試合、南港中央が12試合とほぼ半々に近くなり、ナイターは南港中央で1試合、原池で4試合（原池の1試合が17時開始で、それ以外は16時開始）が設定された。2025年の日程では原池12試合、南港2試合のほか、大阪府外の和歌山県和歌山市にある和歌山県営紀三井寺野球場でもホームゲーム10試合が予定されている。紀三井寺では従来より和歌山ウェイブスが主催試合を実施しているが、堺の主催試合は和歌山以外の他球団との対戦も含んでいる。ナイターは原池で1試合（16時30分開始）のみ予定されている。

## 歴史

### 2018年
- 6月15日 - リーグの代表者会議で加盟を承認（その時点では非公表）[5]。
- 6月26日 - 運営会社等が、球団のリーグ加盟承認と堺市育ちである元横浜ベイスターズの大西宏明の監督就任を発表する[2][19]。
- 7月3日 - 運営会社が設立記者会見を開き、球団名の公募やトライアウトを11月以降に実施することを発表[20][21]。
- 7月4日 - リーグ側が加盟承認を公表[5]。
- 9月11日 - 球団名が「堺シュライクス」に決定したと発表[4]。
- 9月18日 - 堺市出身である元東北楽天ゴールデンイーグルスの藤江均のコーチ就任を発表[22]
- 11月9日 - 大阪市南港中央野球場でトライアウトを実施[23]。球団社長は「このトライアウトだけでは選手数はそろわないので、今後もいろいろな機会を活かして選手を獲得したい」と述べた[23]。
- 11月27日 - 公募した案から投票により、ユニホームデザインとロゴを決定したと発表[24]。ユニホームカラーは緑と金色で、デザイナーは前者は「南海ホークスへのオマージュ」、後者は堺を舞台としたNHK大河ドラマ『黄金の日日』に想を得たと述べている[24]。

### 2019年
- 1月15日 - 「週刊モーニング」連載中の高校野球漫画『バトルスタディーズ』（作：なきぼくろ）と公式パートナーシップを締結した事が発表された[25]。
- 3月31日 - 2019年シーズン開幕戦（対兵庫、花園中央公園野球場）を開催、12対8で勝利する[26]。
- 10月4日 - リーグ戦を終了。首位の兵庫から15.5ゲーム差の4位（最下位）だった。

### 2020年
- 10月11日 - リーグ参加2年目で初優勝を達成[27][28]。

### 2021年
- 8月19日 - 選手1名が新型コロナウイルス感染症陽性と判定されたことに伴い、翌日の試合を中止[29]。
- 8月23日 - 新たに選手3名が新型コロナウイルス感染症陽性と判定され、9月4日まで活動を停止すると発表[30]。
- 10月26日 - 2年連続でのリーグ優勝が決定[31][32]。

### 2022年
- 1月28日 - 球団公式チアパフォーマンスチームのメンバー募集がチア情報サイト「チア☆ねっと」上で開始された[33]。
- 2月9日 - 球団の新しい公式戦ユニフォームが公開された。デザインは初代ユニフォームと同じイワヰマサタカ[34]。
- 3月12日 - 2022年度のチームスローガンを「執念　～三連覇へ～」としたことを球団公式ツイッターで発表した[35]。
- 4月1日 - 元阪神タイガースの藤原正典の投手コーチ就任が発表された[36]。
- 8月23日 - 3年連続3度目の優勝が決定[37]。

### 2023年
- 3月25日 - 球団運営会社代表取締役（兼球団代表）の夏凪一仁が前日付で退任し、後任に畑康裕が就任したことを発表[38]。
- 9月29日 - 当シーズンを終了。先行した和歌山を追う展開となり、8月末には大阪も含めた僅差の争いとなった[39]。最終戦の対和歌山戦に勝てば優勝だったが敗れ[40][41]、4連覇はならなかった。
- 12月23日 - 投手コーチの藤原が契約満了により退任すると発表[42]。
- 12月30日 - 投手コーチに元・阪神タイガース選手の山本翔也が就任することを発表[43]

### 2024年
- 9月7日 - 2年ぶり4回目のリーグ優勝を達成[44]。最終的に勝率は9割を超え[45]、兵庫以外の4球団には1敗もしなかった[46][注 2]。
- 10月24日 - プロ野球ドラフト会議の育成ドラフトで、松本龍之介が東京ヤクルトスワローズより4巡目で指名を受ける[47]。

### 2025年
- 8月14日 - この日の試合結果により、当年度よりリーグとして参加するグランドチャンピオンシップに、今年の特例（8月31日時点の首位チームが出場[48]）に基づき、出場が決定した[49]。

## 成績

### リーグ戦
| 年度 | 期 | 監督     | 順位 | 試合 | 勝利 | 敗戦 | 引分 | 勝率 | ゲーム差   |
| ---- | -- | -------- | ---- | ---- | ---- | ---- | ---- | ---- | ---------- |
| 2019 | 全 | 大西宏明 | 4    | 45   | 18   | 27   | 0    | .400 | 15.5       |
| 2020 | 全 | 大西宏明 | 1    | 27   | 18   | 8    | 1    | .692 | （注）4.0  |
| 2021 | 全 | 大西宏明 | 1    | 48   | 23   | 20   | 5    | .535 | （注）1.0  |
| 2022 | 全 | 大西宏明 | 1    | 48   | 37   | 9    | 2    | .804 | （注）16.0 |
| 2023 | 全 | 大西宏明 | 2    | 48   | 28   | 18   | 2    | .609 | 1.5        |
| 2024 | 全 | 大西宏明 | 1    | 50   | 45   | 4    | 1    | .918 | （注）12.0 |

- 注：2位とのゲーム差
- 特記事項
  - 2023年は3位の大阪とは全くの同勝率（直接の対戦成績で優位）。

## 運営
ファンクラブの結成やグッズ販売への注力などにより、初年度から黒字を計上したと報じられている。また、堺の加入により「リーグの意識が変わった」と他球団の経営者から指摘されたという。ただ、新型コロナウイルスのスポンサーへの影響により2021年度は厳しくなると経営陣は述べている。
2021年11月14日、ベースボール・チャレンジ・リーグの茨城アストロプラネッツ、九州アジアリーグの火の国サラマンダーズとの3球団合同のトライアウト「National Tryout Camp」を実施することを発表し、11月23日に最初の熊本会場でのトライアウトが実施された。

## マスコット
球団エンブレムにも描かれているモズをモチーフとした「ライパチ」。Twitterアカウントも作られており、そちらでは「ライパチくん」を名乗っている。

## チアパフォーマンスチーム
名称はShrikegirlsで、ツイッター上での投票により決定した。
- Dance Director　　YO-KO KISHIMOTO[56]。

| 名前   | 背番号 | ニックネーム   | 誕生日 | 備考            |
| ------ | ------ | -------------- | ------ | --------------- |
| REA    | 025    | レア           | 4/4    | 2期生           |
| KURUMI | 013    | くる、くるりん | 11/9   | 2期生           |
| ASAMI  | 011    | あさみし       | 9/29   | リーダー、1期生 |
| Aoi.   | 026    | あおい、あお   | 10/9   | 2期生           |
| HARUKA | 019    | はるか         | 5/19   | 1期生           |
| SUZU   | 518    | すーちゃん     | 5/18   | 2期生           |
| MIRIA  | 082    | みりあ         | 7/8    | 1期生           |
| ARISA  | 223    | ARISA          | 2/23   | 2期生           |

## 応援団
私設応援団「仁徳會」が存在する。